# Schistidium cupulare
Schistidium cupulare är en bladmossart som beskrevs av Ryszard Ochyra 1998. Schistidium cupulare ingår i släktet blommossor, och familjen Grimmiaceae. Inga underarter finns listade i Catalogue of Life.